# Kajakarstwo na Letnich Igrzyskach Olimpijskich 1936 – C-1 1000 m mężczyźni
Zawody w kajakarstwie klasycznym kanadyjek (C1) na dystansie 1000 m mężczyzn na Letnich Igrzyskach Olimpijskich 1936 zostały rozegrane 8 sierpnia 1936 r. W zawodach wzięło udział 6 zawodników z 6 państw. Z uwagi na małą ilość uczestników zawody składały się wyłącznie z finału.

## Rezultaty

### Finał
| Poz. | Zawodnik        | Reprezentacja     | Czas   |
| ---- | --------------- | ----------------- | ------ |
|      | Frank Amyot     | Kanada            | 5:32,1 |
|      | Bohuslav Karlík | Czechosłowacja    | 5:36,9 |
|      | Erich Koschik   | III Rzesza        | 5:39,0 |
| 4    | Otto Neumüller  | Austria           | 5:47,0 |
| 5    | Joseph Hasenfus | Stany Zjednoczone | 6:02,6 |
| 6    | Joé Treinen     | Luksemburg        | 7:39,5 |